# Wyspa (anatomia)

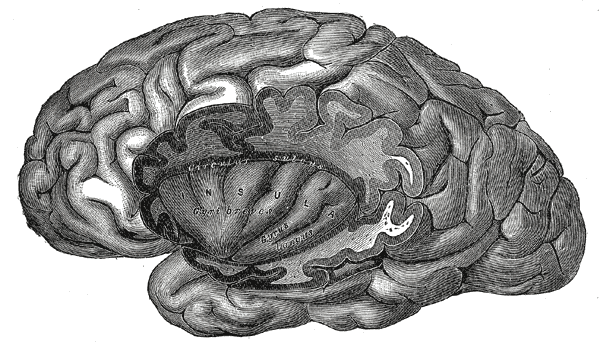
Wyspa

Wyspa (łac. insula) – struktura anatomiczna w ludzkim mózgu.
Zaliczana jest do kresomózgowia parzystego (telencephalon laterale), a ściślej do płaszcza. Niekiedy uważana bywa za piąty, niewidoczny z zewnątrz płat, często jednak klasyfikowana jest poza tym podziałem. Od otaczających ją płatów oddziela ją bruzda okólna (sulcus circularis insulae). Ma kształt trójściennej piramidy z wierzchołkiem zwróconym ku przodowi i bokowi. Próg wyspy (limen insulae) przerywa bruzdę okólną w okolicy jej wierzchołka. Buduje ją istota szara. Na powierzchni wyspy wyróżniane są zakręty krótkie i zakręt długi oddzielone bruzdą środkową wyspy (sulcus centralis insulae). Dawny podział wyróżniał część przednią (preinsula) i część tylną (postinsula), oddzielone bruzdą środkową. Płaszcz wyspy – kora wyspowa posiada ośrodki wisceromotoryczne i wiscerosensoryczne (pole 13 i 14 według Brodmanna). Płaszcz tworzy torebkę ostatnią oddzielającą wyspę od przedmurza.
Leży ona w dole bocznym mózgu. Jej powierzchnia, w przeciwieństwie do głównych płatów przodomózgowia, nie jest położona na powierzchni, lecz przykryta wieczkiem. Wieczko dzieli się zazwyczaj na trzy części. Wieczko czołowo-ciemieniowe stanowi korowy ośrodek smaku (kora smakowa, pole 35 i 43 według Brodmanna).
Unaczyniona jest przez gałęzie tętnicy środkowej mózgu, które biegną wokół niej.